# Epimedium flavum
Epimedium flavum är en berberisväxtart som beskrevs av W.T. Stearn. Epimedium flavum ingår i släktet sockblommor, och familjen berberisväxter. Inga underarter finns listade i Catalogue of Life.